# Plagiosaurus
Plagiosaurus es un género extinto representado por una única especie de temnospóndilo que vivió a finales del período Triásico en lo que hoy es Alemania y Francia. El género fue nombrado por Jaekel (1913), siendo asignado al grupo Plagiosauridae por Carroll (1988).